# Katie O'Donnell
Pour les articles homonymes, voir O'Donnell.
Katie O'Donnell (épouse Bam) est une joueuse de hockey sur gazon américaine. Elle évolue au poste d'attaquante à Maryland Terrapins.
Elle a arrêté sa carrière internationale après les Jeux olympiques en 2016.

## Biographie
- Naissance le 6 décembre 1988 à Norristown.
- Épouse de Marvin Bam, international sud-africain.

## Carrière
Elle a concouru aux Jeux olympiques d'été en 2012 à Londres et en 2016 à Rio de Janeiro avec l'équipe première.

## Palmarès
- : 1re aux Jeux panaméricains 2011.
- : 1re aux Jeux panaméricains 2015.
- : 3e au Champions Trophy 2016.